# فیلیس اکرمن

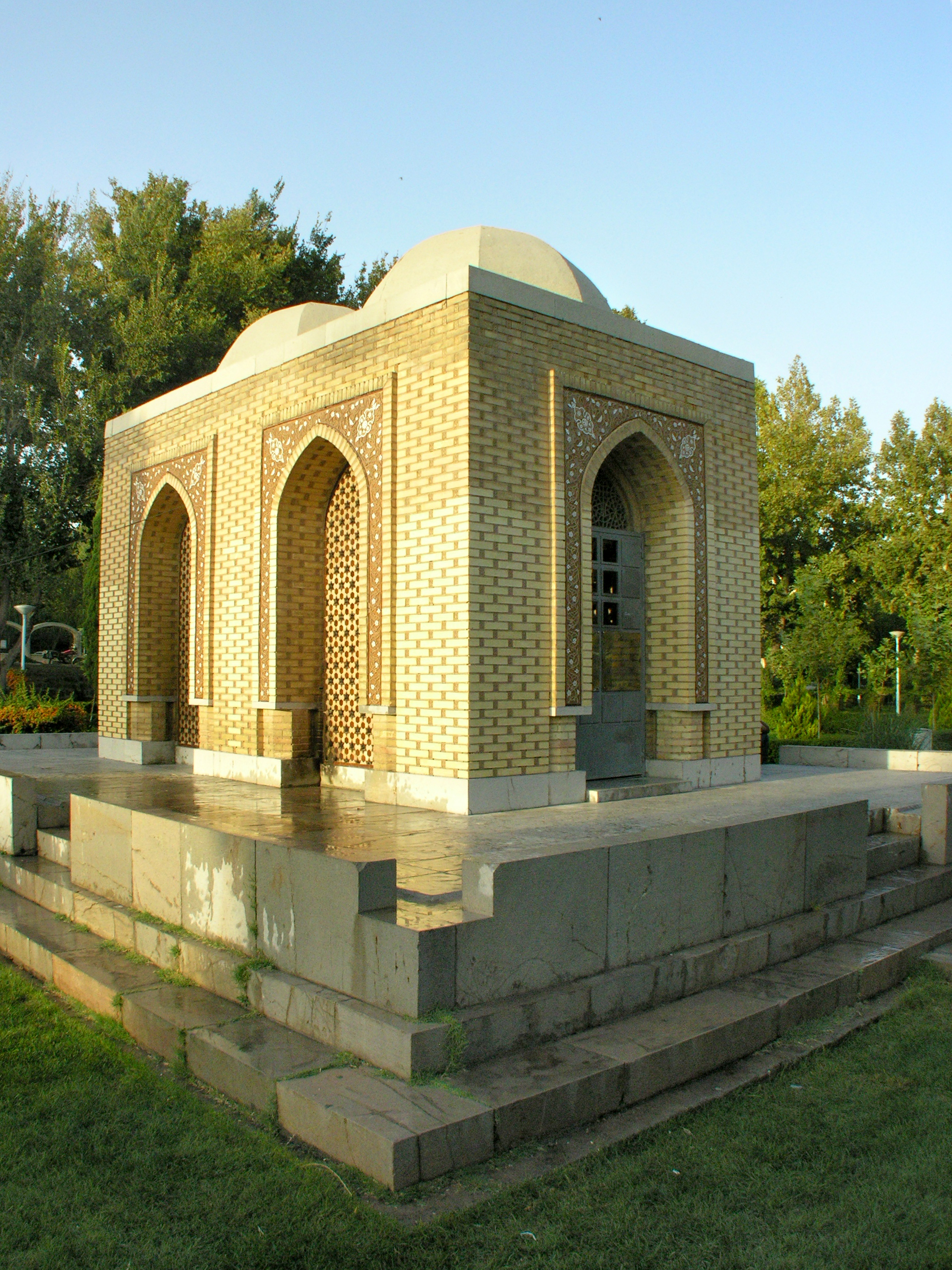
آرامگاهی که توسط محسن فروغی برای آرتور پوپ و همسرش فیلیس اکرمن در اصفهان ساخته شد.

فیلیس اکرمن (به انگلیسی: Phyllis Ackerman) (زاده ۱۸۹۳ – درگذشته ۲۵ ژانویه ۱۹۷۷) مورخ آمریکائی آثار هنری ایران بود.
آکرمان در دانشگاه کالیفرنیا در برکلی تحصیل نمود.
وی از ۱۳۴۴ با همسرش آرتور پوپ در شیراز اقامت نمود و پس از مرگ در اصفهان به خاک سپرده شد.